# Byrum (Læsø)

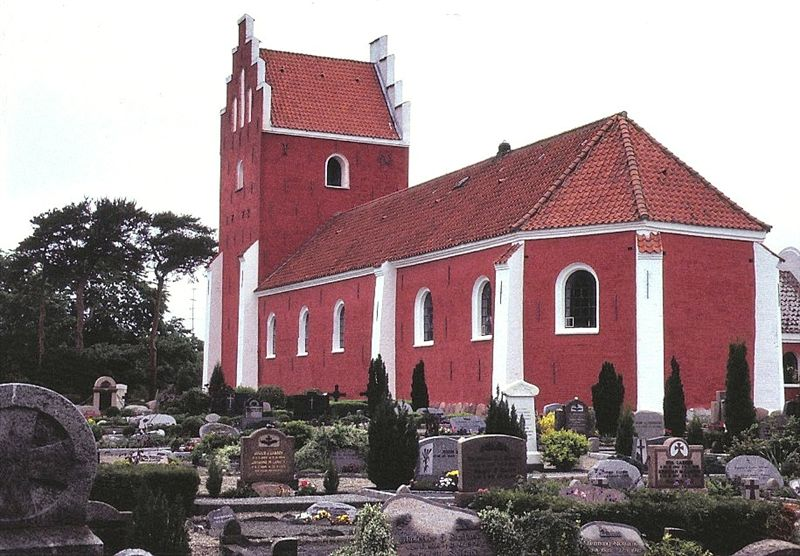
Die heutige Ansicht der Kirche von Byrum mit dem örtlichen Friedhof

Byrum ist der Hauptort und der mit 450 Bewohnern (Stand: 1. Januar 2023) einwohnerstärkste Ort auf der norddänischen Ostseeinsel Læsø im Kattegat und gehört zur Læsø Kommune in der Region Nordjylland. Die Kirchspielgemeinde Byrum Sogn ist mit einer Fläche von etwa 44 Quadratkilometern die zweitgrößte der drei Gemeinden auf Læsø. Der Ort liegt als einziger im Landesinneren von Læsø. Der  Flugplatz der Insel befindet sich in der Nähe von Byrum.

## Sehenswürdigkeiten

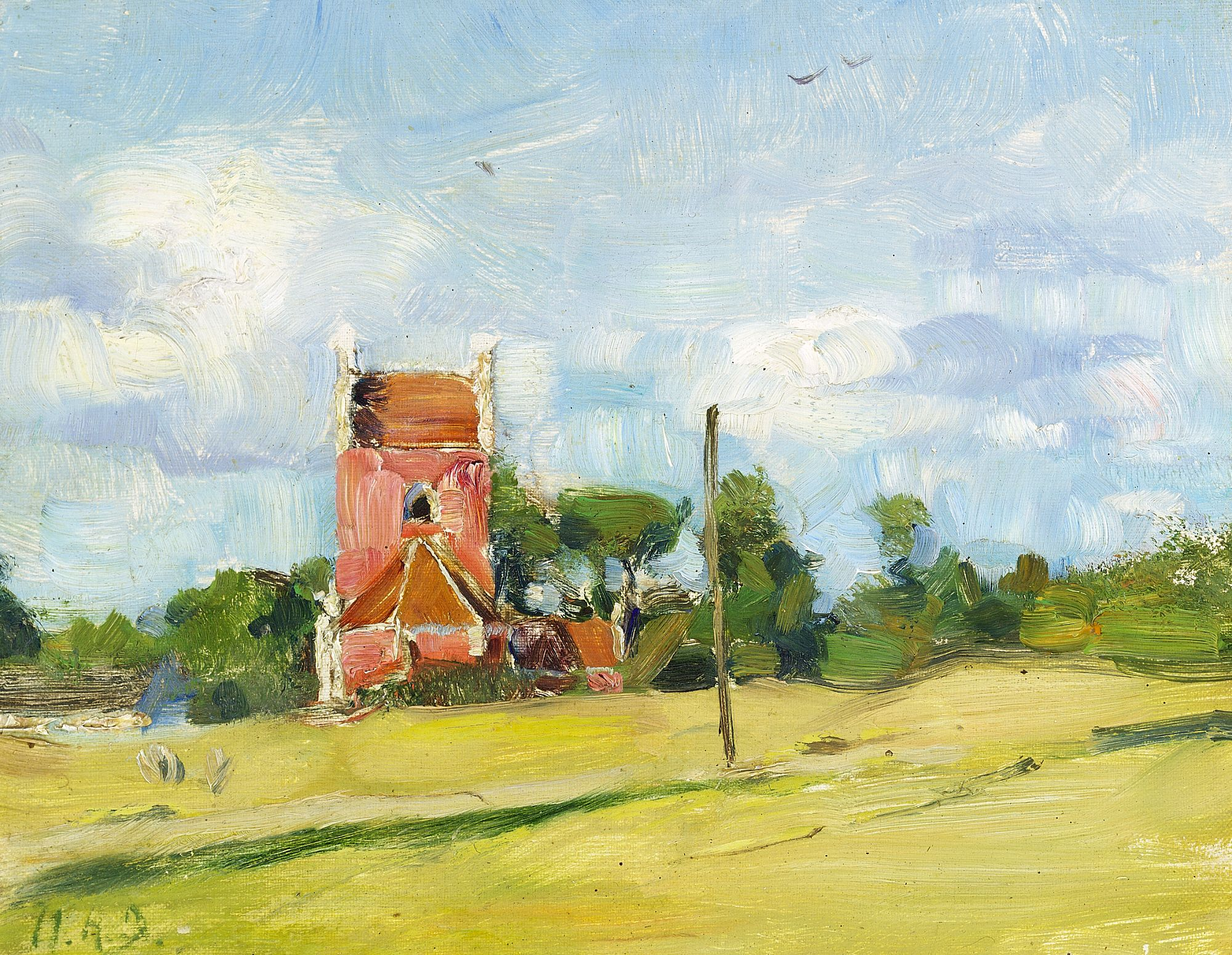
Die örtliche Kirche dargestellt auf dem Bild Byrum Kirke på Læsø von Hans Andersen Brendekilde

Der Ort beherbergt u. a. eine rotverputzte Kirche (Byrum Kirke) und ein Museum (Læsø Museum), sowie einen 17 Meter hohen Aussichtsturm, der eine ähnliche Fassadengestaltung wie die örtliche Kirche hat und 1926 vom Segler Thorvald Hansen am Ortsrand errichtet wurde, nach dem er auch als „Thorvald Hansens Tårn“ benannt wurde.

## Persönlichkeiten
- Johanne Cathrine Krebs (1848–1924), Malerin und Frauenrechtlerin